# 關超然
關超然，JP（1936年9月26日—2009年10月6日），籍貫廣東廣州芳村，香港會計師，曾任德勤·關黃陳方會計師行主席及香港海洋公園董事局主席。

## 生平
關超然之父關文偉為關文偉會計師行創辦人。關超然於1954年畢業於拔萃男書院中七年級，早年赴英國升學，其後在劍橋大學獲文學碩士學位，亦為英格蘭及威爾斯特許會計師公會及香港會計師公會會員。
關文偉會計師行於1976年與同為華資會計師行的黃陳會計師事務行合併成關黃陳會計師行，其後再與方俠的會計師行合併成關黃陳方會計師行，1997年再與德勤香港合併成現有的德勤·關黃陳方會計師行。關超然出任德勤·關黃陳方會計師行的主席，至2002年6月退休。
在社會服務方面，關氏於1965年擔任東華三院乙巳年（1965年）董事局的總理職務，至翌年退職。期間。他倡議主辦福利團體「青年康樂中心」。該中心旨在出版指導青年娛樂的刊物、提供就業指導服務，及提供青年娛樂場地，旨在解決當時猖獗的童黨風氣。自1980年代起，關氏亦開始參與捐贈廣東省慈善事業，在二十餘年間捐贈超過2000萬元，捐資建校20餘所。1985年，關超然與其父關文偉（時任大寶地產主席）獲當時的中共中央軍委副主席楊尚昆在人民大會堂接見。
1995年至1997年間，關超然擔任香港海洋公園董事局主席一職。海洋公園的入場人數及收入在其任內持續增加及破紀錄，包括在1997年首次突破400萬人入場。在其就任初期，公園曾於1995年8月因深灣道山泥傾瀉，而須封閉山上園區兩個月，公園運作大受影響。事後，管理層制定政策確保公園的後勤運作更可靠，包括新設道路連接深灣至山上園區，以及加設緊急發電機等。另外，自海洋公園鯨豚保護基金於1993年成立以來，關氏持續擔任基金主席至退出公園董事局為止。該基金支持亞洲海洋生態保護工作，並資助八個亞洲國家進行16項保護鯨魚及海豚的計劃。
2009年10月，關超然逝世。

## 個人生活
關氏與第一段婚姻的英籍前妻育有兩名女兒，其後與蕭麗君結婚後，育有一子一女。蕭麗君於1994年至1995年間曾擔任東華三院主席，是該院創立百餘年以來第二位女主席。此外，關超然生前亦曾經在香港賽馬會成為馬主。